# Крстокљун
Крстокљун (лат. Loxia curvirostra) је врста птице певачице из рода крстокљуна (лат. Loxia). Насељава четинарске шуме у Европи, северној и средњој Азији, у деловима северне Африке, као и деловима Северне Америке.

## Опис
Крстокљун достиже дужину од 15 до 17 центиметара и тежину од 43 до 57 грама. Основна карактеристика крстокљуна је кљун који је издужен и на врховима закривљен (горњи и доњи део кљуна се укрштају), захваљујући чему може лако да допре до семена четинара, које вади из шишарки. Има велику главу и јаке ноге. Перје мужјака је црвено или риђе, на доњем делу стомака светло сиво. Перје женки је жутозеленкасто и сиво. Крила и реп су смеђи. Младунци су сивкасти, а једногодишњи мужјаци су наранџастожути. Постоји велики број варијетета, који се разликују по оглашавању, величини и облику кљуна.